# Madagaskarransuil
De madagaskarransuil (Asio madagascariensis) is een uil uit de familie van de (typische) uilen Strigidae. De uilen uit het geslacht Asio hebben veertjes op de kop die lijken op de oren bij zoogdieren.

## Verspreiding en leefgebied
Deze soort is endemisch in Madagaskar.